# دان لينفوت
دان لينفوت (بالإنجليزية: Dan Linfoot) مواليد 8 يوليو 1988 في شمال يوركشير، هو متسابق دراجات نارية بريطاني. نافس في بطولة العالم للسوبرسبورت.

## وصلات خارجية
- دان لينفوت على موقع MotoGP.com (الإنجليزية)
- دان لينفوت على موقع WorldSBK.com (الإنجليزية)

- الموقع الإلكتروني